# Estación Sacomã
La Estación Sacomã (del tupi "punto de encuentro") es una de las estaciones de la Línea 2 - Verde del Metro de São Paulo. Entró en operación asistida el 10 de enero del 2010, con horario restringido entre las 10:30 y 15 horas, y, posteriormente, a partir del día 22, de 10 a 16 horas. La ceremonia de inauguración sucedió el día 30 de enero, cuando también pasó a operar en horario integral. En ese momento, era la estación terminal de su línea, que se encontraba en expansión hacia la estación terminal Vila Prudente, todavía sin inaugurarse para ese momento.
La estación tiene conexión con la Terminal Sacomã, una de las terminales del Expresso Tiradentes, de otras líneas municipales y también de diversas líneas intermunicipales con destino a São Bernardo do Campo, Santo André y otras ciudades de la Región del Gran ABC Paulista.

## Construcción
Esta estación se consagró como pionera y destacándose como la más moderna en América Latina, gracias a la implementación de algunas novedades tecnológicas, entre las cuales se destacan las puertas transparentes en las plataformas de embarque, que disminuyen el riesgo de accidentes en la vía, y los bloqueos de vidrio con apertura automática, que substituyeron a los tradicionales molinetes.
La estación cuenta además con un sistema de humidificación del aire para ventilar su interior. Estas novedades están siendo adoptadas también en las estaciones que están en construcción.
Durante la construcción algunos edificios vecinos fueron dañados, y una parte de los perjuicios fue cubierta por el Metro.

## Fotos

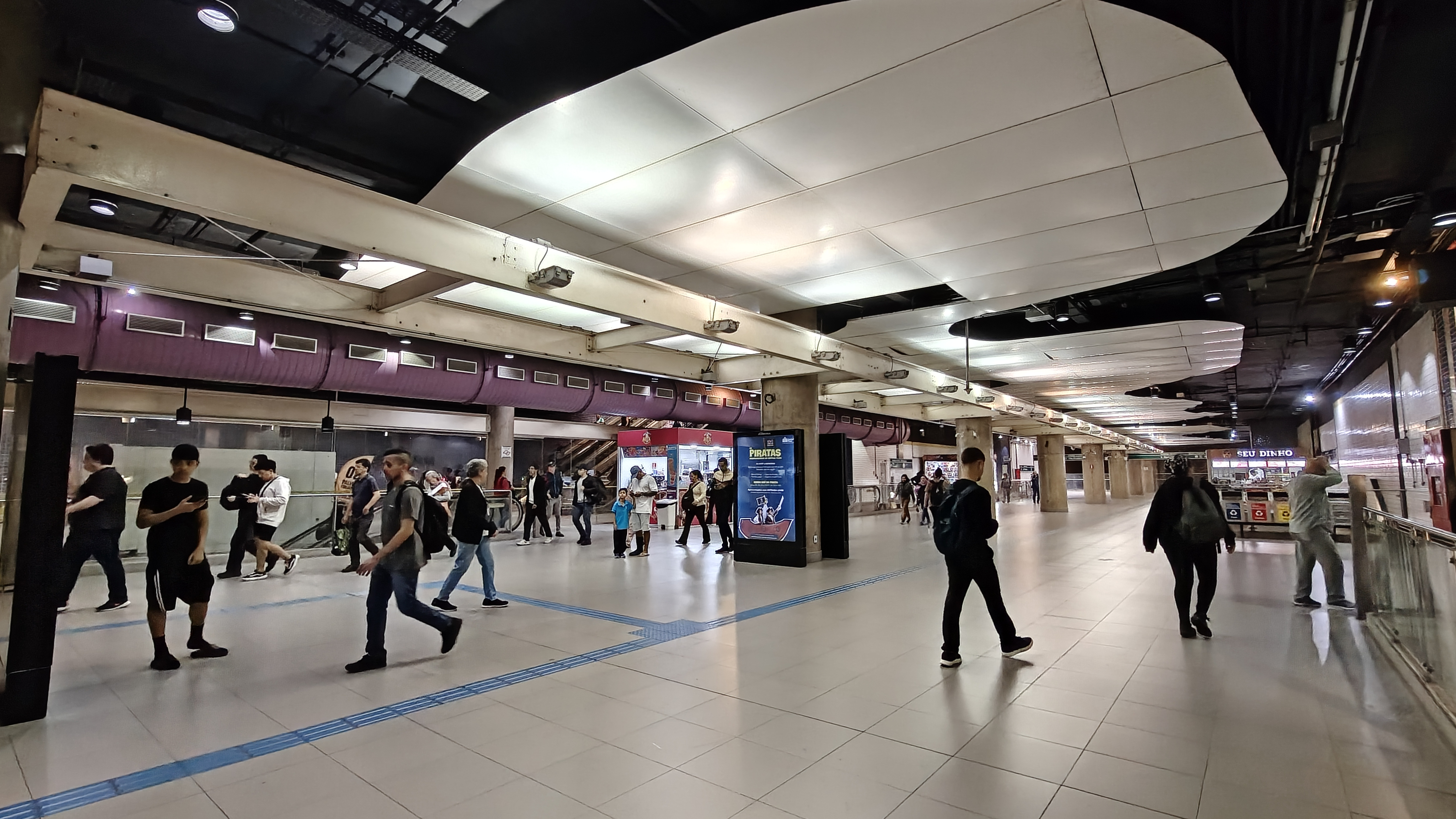
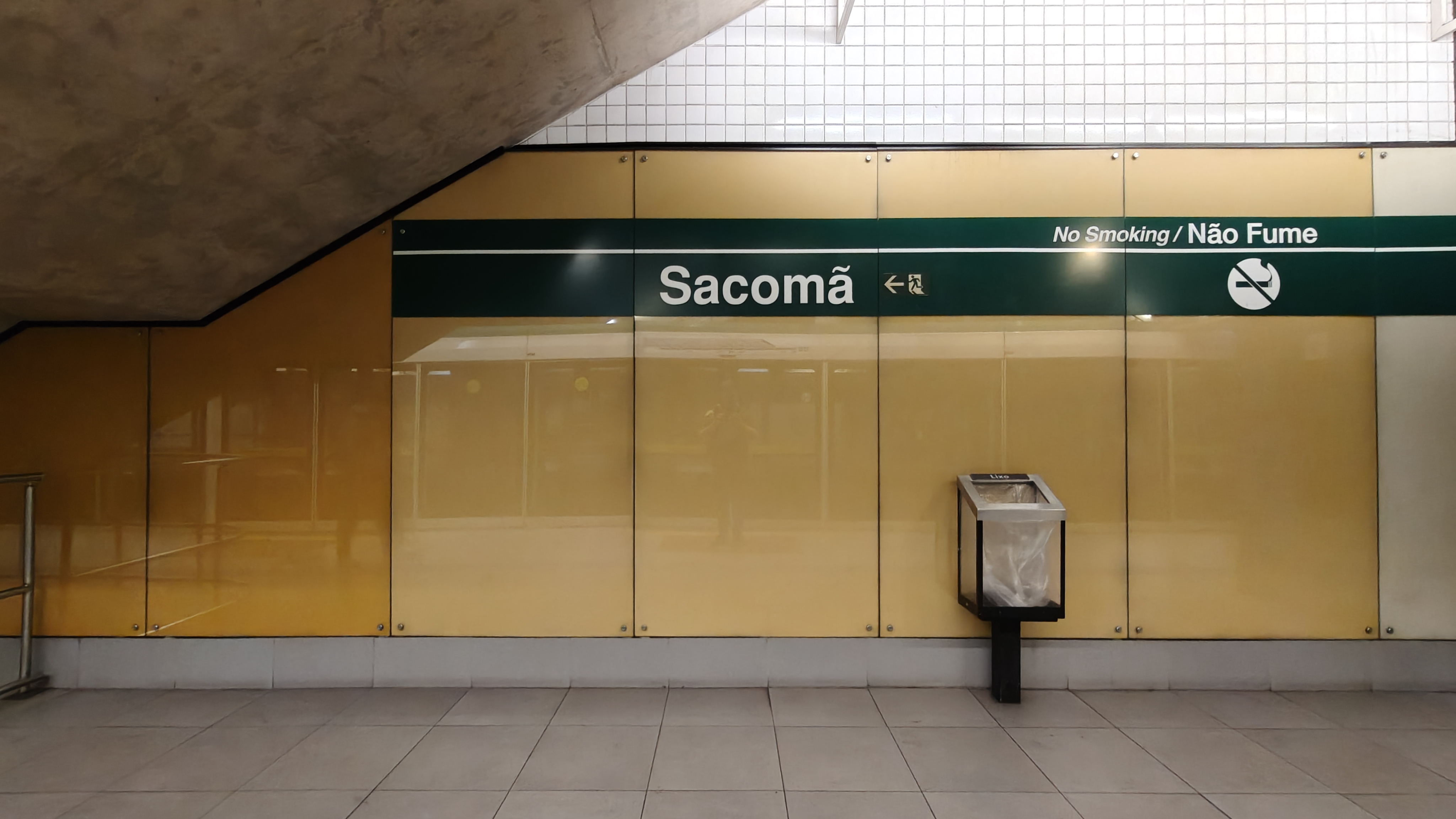
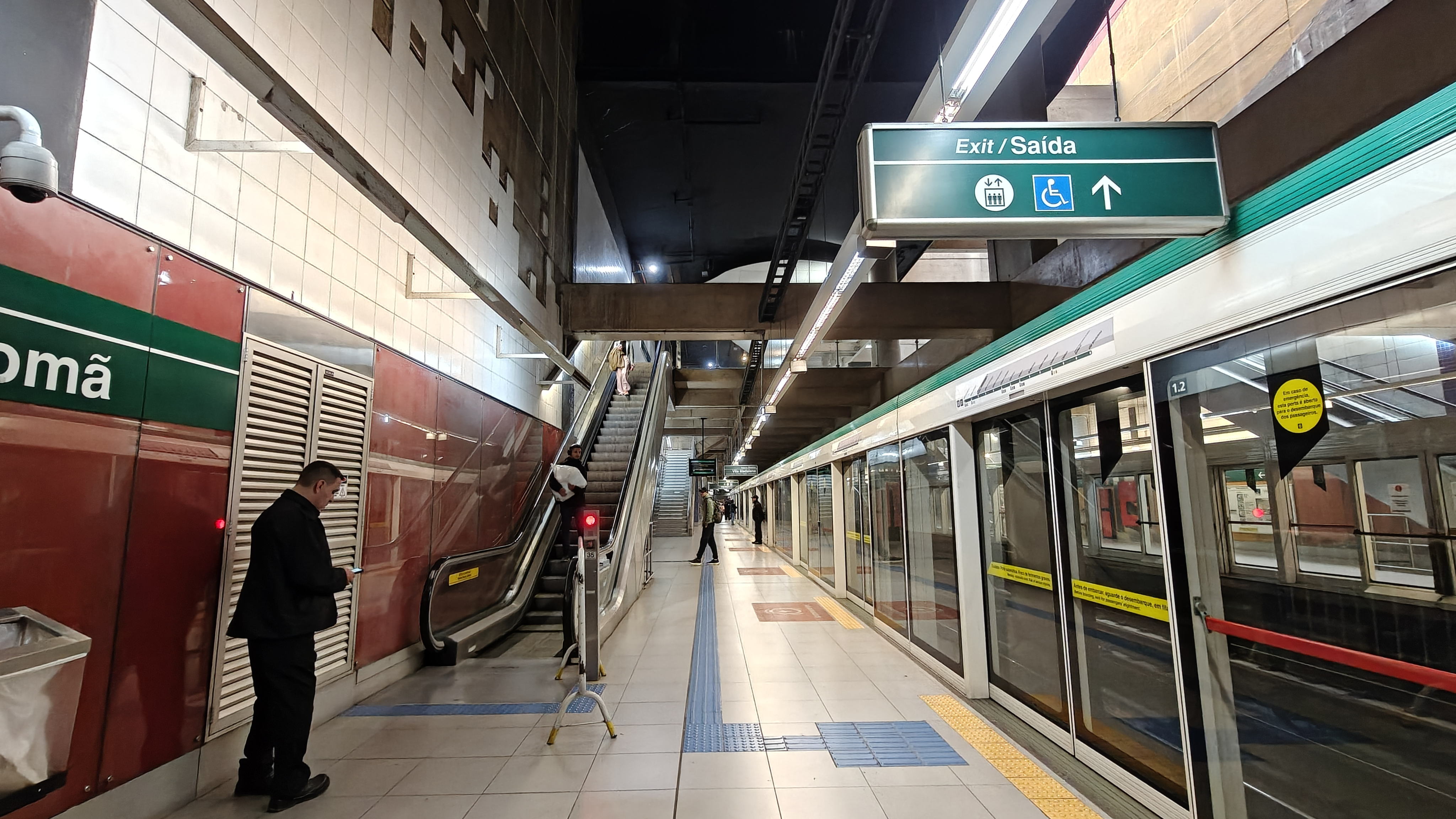

## Tabla
| Sigla | Estación | Inauguración        | Capacidad        | Integración                                                  | Plataformas | Posición    | Comentarios |
| ----- | -------- | ------------------- | ---------------- | ------------------------------------------------------------ | ----------- | ----------- | --- |
| SAC   | Sacomã   | 30 de enero de 2010 | 30.000 hora/pico | Bilhete Único de SPTrans Expresso Tiradentes Terminal Sacomã | Laterales   | Subterránea | La estación tiene conexión con la Terminal Sacomã. Está ubicada en la calle GreenFeld, entre las calles Bom Pastor y Lino Coutinho |